# Vitamine B
Les vitamines B forment un groupe de huit vitamines hydrosolubles (solubles dans l'eau) qui jouent un rôle important dans le métabolisme des cellules. Désigné à l'origine sous le terme « facteur B », il fut considéré d'abord comme un seul composé chimique, appelé vitamine B comme on a également la vitamine C, mais des recherches ultérieures ont établi qu'il s'agissait en réalité de plusieurs composés distincts (finalement numérotés) qui coexistent la plupart du temps dans les mêmes aliments.
Ces vitamines B sont nécessaires pour le bon maintien de la peau et du système immunitaire, du système nerveux, et du renouvellement cellulaire, en particulier celui des cellules sanguines.
Les besoins en vitamines B sont généralement couverts, pour la plupart des individus, par une alimentation variée (fruits et légumes, viandes et produits laitiers...) en quantité suffisante.

## Historique
La nomenclature des vitamines B ne peut être comprise que dans son développement historique.
En 1915, Elmer McCollum (1879-1967) et Marguerite Davis (1887-1967) découvrent que les jeunes rats ont besoin pour leur croissance de deux facteurs, l'un soluble dans la graisse qu'ils appellent facteur A et l'autre dans l'eau ou facteur B.
Des recherches ultérieures montrent que le facteur B comprend au moins deux composés, l'un sensible à la chaleur dit B1 (plus tard reconnu comme vitamine contre le béri-béri), l'autre plus stable dit B2. Ce facteur B2 reste toujours complexe.

### Vitamines «G, H et M»
On trouve dans ce facteur B2: 
- La riboflavine, appelée d'abord « vitamine G » en l'honneur de Joseph Goldberger (1874-1929) pour ses travaux sur la pellagre. Elle sera la vitamine B2 (la pellagre étant finalement attribuée à une carence en niacine ou vitamine B3).
- La biotine, appelée d'abord « vitamine H » par des auteurs allemands (parce que son déficit entraine des anomalies de la peau, Haut en allemand). Elle sera la vitamine B7 ou B8.
- L'acide folique a été appelée « vitamine M », car son besoin a été découvert chez le singe, Monkey en anglais. Elle sera la vitamine B9.

### Premières numérotations
Le nom de vitamine B3 a été attribué à l'acide pantothénique, puis à la niacine.
D'autres auteurs ont attribué des numéros au-delà de 3, quand ils ont cru avoir découvert de nouveaux facteurs de croissance de type vitamine B. Mais la plupart de ces appellations étaient erronées, car le corps humain peut les fabriquer (s'il est assez bien nourri), et elles ne comptent plus comme des vitamines. Par exemple :
- La vitamine B4 a pu désigner jadis l'adénine.
- La vitamine B7, pour le myo-inositol, principal diastéréoisomère de l'inositol.
- La vitamine B10, pour l'acide para-aminobenzoique et son sel de sodium (parfois appelées vitamines H2 et H3, ou Bx) ;
- La vitamine B11, pour la L-Carnitine, dite aussi vitamine BT.

La vitamine B12, représentant différentes cobalamines, a pu être distinguée en B12a (hydroxocobalamine) et B12b (aquacobalamine). On trouve aussi les noms de vitamine Bc pour l'acide folique.
À partir des années 1950, en marge des travaux scientifiques, des courants de nutrition « alternative » de type commercial apparaissent aux États-Unis. Des produits censés traiter le cancer ou d'autres maladies sont nommés vitamine B (au-delà de la B12) afin de contourner la législation sur les médicaments. Par exemple l'acide pangamique sous le nom de vitamine B15 ; le plus connu est le « Laetrile » ou « vitamine B17 ». 
Au début du XXIe siècle, au niveau international (travaux publiés en anglais), seuls deux numéros sont d'usage courant : la vitamine B6 pour la pyridoxine, et la vitamine B12 pour les cobalamines. Les autres usages (vitamine B numérotée ou nom chimique) varient selon les pays, voire selon l'habitude des auteurs.

## Complexe de vitamines B
Les huit vitamines B reconnues sont : 
- Vitamine B1 ou thiamine.
- Vitamine B2 ou riboflavine (lactoflavine).
- Vitamine B3 ou vitamine PP (pour Pellagra Preventive) ou niacine, qui comprend la nicotinamide et l'acide nicotinique.
- Vitamine B5 ou acide pantothénique.
- Vitamine B6 ou pyridoxine.
- Vitamine B8 ou biotine (appelée B7 dans certains pays).
- Vitamine B9 ou acide folique (aussi appelée B11, terme moins utilisé)
- Vitamine B12 ou cobalamines.

Le complexe des vitamines B est hydrosoluble. Elles sont principalement absorbées avec l'eau au niveau intestinal, par transport passif sur toute la longueur de l'intestin grêle (principalement le duodénum et le jéjunum). La vitamine B12 fait exception : elle doit être combinée avec un facteur intrinsèque gastrique, produit par l'estomac, et absorbée par un mécanisme de transport actif au niveau de la partie terminale de l'iléon.

## Rôle et fonctions
La plupart des vitamines du groupe B interviennent dans le métabolisme cellulaire, sous leurs formes actives de coenzymes, en participant à des réactions de dégradation ou de synthèse.
- vitamine B1 : cofacteur du complexe pyruvate décarboxylase ; rôle de conduction de l'influx nerveux.
- vitamine B2 : précurseur du FAD+ flavine adénine dinucléotide ; catabolisme des acides gras.
- vitamine B3 : précurseur du NAD+ nicotinamide adénine dinucléotide et du NADP+ nicotinamide adénine dinucléotide phosphate ; synthèse des acides gras.
- vitamine B5 : acide pantothénique, ou panthénol, précurseur et constituant de la coenzyme A ; synthèse des acides gras.
- vitamine B6 : coenzyme des réactions liées au métabolisme des acides aminés et des protéines ; synthèse de neurotransmetteurs (GABA).
- vitamine B8 : coenzyme de carboxylases ; catabolisme des acides gras impairs, des glucides et de certains acides aminés.
- vitamines B9 et B12 : cofacteurs avec la S-adénosylméthionine ; synthèse et réparation d'ARN et ADN (épigénétique).

Dans l'ensemble, les vitamines B sont nécessaires pour le maintien d'une peau saine, d'un bon système immunitaire, du bon état du système nerveux, de la croissance et du renouvellement cellulaire, en particulier celui des cellules sanguines et des muqueuses.
Elles sont le plus souvent prescrites aux personnes en situation ou à risque de carence, comme les femmes enceintes, les personnes souffrant d'alcoolisme... pour éviter l'apparition de complications neurologiques. Leur utilisation est plus discutée lorsqu'il s'agit de réduire les symptômes causés par un excès de stress, la dépression, les troubles cognitifs antérieurs à l'Alzheimer, ou certaines maladies cardio-vasculaires. 

## Sources dans l'alimentation
Aucun aliment ne contient toutes les vitamines en quantité suffisante pour couvrir l'ensemble des besoins. Il faut donc varier les sources pour réduire le risque de déficit. Une ration suffisante en calories et diversifiée (fruits, légumes, produits laitiers et viandes) permet de couvrir les besoins en vitamines du groupe B de la plupart des individus.
La vitamine B1 est présente dans presque tous les produits végétaux et animaux. Les produits les plus riches sont la levure de boulanger, germes de blé, graine de tournesol, et la viande de porc. Les viandes et poissons sont des sources importantes de vitamine B1 pour l'adulte.. 
Les légumes verts, les fruits, les produits laitiers sont des sources de vitamines B2 et B9.
Les produits d'origine animale sont la seule source de vitamine B12.